# Hoài Anh (biên đạo múa)
Hoài Anh là một nghệ sĩ ưu tú, biên đạo múa trong lĩnh vực Sân khấu Việt Nam, nhiều năm liền cô đảm nhiệm vai trò biên đạo múa tại Nhà hát Chèo Hà Nội và là cộng tác viên cho một số Nhà hát nghệ thuật khác ở khu vực miền Bắc như nhà hát Kịch Hà Nội, nhà hát Chèo Quân đội, nhà hát Cải lương Hà Nội, nhà hát Chèo Hải Dương, Hà Nam,... Tính tới năm 2024, Hoài Anh đã có 32 năm hoạt động lĩnh vực múa, đạt được nhiều thành tích và được Chủ tịch nước phong tặng danh hiệu Nghệ sĩ Ưu tú lần thứ 10.

## Xuất thân
Thạc sỹ, Biên đạo múa NSƯT Hoài Anh tên đầy đủ là Nguyễn Thị Hoài Anh, sinh 16 tháng 8 năm 1982 tại xã Định Công, huyện Thanh Trì, thành phố Hà Nội. 
Cha là Thượng tá quân đội, nguyên là Chỉ huy trưởng trung tâm huấn luyện dù, Quân chủng Phòng không – Không quân, Quân đội nhân dân Việt Nam. Giai đoạn tháng 10/1973 đến tháng 1/1977 từng học lái máy bay ở trường không quân Liên Xô.
Mẹ là bộ đội Ban tuyên huấn Sư đoàn 355, Quân khu 2, Quân đội nhân dân Việt Nam.
Chồng của NSƯT Hoài Anh dù không tham gia hoạt động nghệ thuật nhưng luôn sát cánh, ủng hộ cô theo đuổi giấc mơ của mình. Cả hai con trai và gái đều rất ngoan và học giỏi. Đó chính là điểm tựa vững chắc khiến Hoài Anh luôn có động lực để vươn lên trong cuộc sống.
Sinh ra trong một gia đình có truyền thống nghệ thuật khi ông ngoại là NSND Mạnh Tuấn - nghệ sỹ hài chèo gạo cội của làng chèo Việt Nam, bác là NSND Minh Thu (Nhà hát Chèo Việt Nam), cậu là biên đạo múa, NSƯT Tuấn Khôi (Nhà hát ca múa nhạc Việt Nam) và NSƯT Tuấn Kha (Nhà hát Chèo Việt Nam),… nên từ nhỏ, Hoài Anh đã được sống trong môi trường nghệ thuật và sớm bộc lộ năng khiếu. Hoài Anh sớm nhận thức được vẻ đẹp của nghệ thuật truyền thống và có đam mê nó, đặc biệt là bộ môn múa.

## Hoạt động nghệ thuật
Năm 1993, khi mới 11 tuổi, Hoài Anh thi đỗ vào Học viện Múa Việt Nam học hệ 7 năm. Năm 2000, sau khi tốt nghiệp ra trường, Hoài Anh được tuyển vào làm việc tại Nhà hát ca múa nhạc Thăng Long. Tại đây, cô bắt đầu phát huy sở trường của mình để vừa múa, vừa tập dàn dựng các tiết mục đơn giản, đặc biệt là những bài múa dân gian hoặc minh họa cho những tiết mục mang tính sử thi.
Năm 2006, Hoài Anh thi đỗ vào khoa múa của Trường Đại học Sân khấu - Điện ảnh Hà Nội. Trong suốt 4 năm học, Hoài Anh đã nỗ lực hết mình và kết quả là năm 2010, Hoài Anh đã tốt nghiệp thủ khoa và được đặc cách vào biên chế Nhà nước và cô đã chọn Nhà hát Chèo Hà Nội để về làm việc. Tại đây, Hoài Anh đã được giao dàn dựng múa trong các vở diễn của Nhà hát Chèo Hà Nội như vở Cánh chim trắng trong đêm, Vương nữ Mê Linh, Nàng Thứ phi họ Đặng, Nguyễn Công Trứ, Điều còn lại,….Và trong các vở diễn ấy, có nhiều vở đã đoạt Huy chương Vàng, Huy chương Bạc tại các Hội diễn chèo chuyên nghiệp toàn quốc.
Năm 2016, Hoài Anh tiếp tục học thạc sỹ ngành Nghệ thuật sân khấu tại Trường Đại học Sân khấu - Điện ảnh Hà Nội và tốt nghiệp năm 2018.
Bên cạnh việc dàn dựng múa cho các vở diễn của Nhà hát Chèo Hà Nội, Hoài Anh còn tham gia dàn dựng múa cho rất nhiều chương trình lớn tầm cỡ quốc gia như: Chương trình kỷ niệm 1000 năm Thăng Long – Hà Nội, Lễ hội Hoa anh đào, Chương trình kỷ niệm Hà Nội – TP vì hòa bình, Chương trình chào đón Giao thừa hàng năm tại sân khấu ngoài trời khu vực Bờ Hồ,…
Năm 2024, Hoài Anh tập trung dàn dựng một số vở diễn trong các các sự kiện hướng tới Kỷ niệm 70 năm chiến thắng Điện Biên Phủ và 70 năm ngày giải phóng thủ đô.

## Nghệ sĩ ưu tú
Nguyễn Thị Hoài Anh là một trong những nghệ sĩ được Chủ tịch nước Việt Nam Võ Văn Thưởng trao tặng danh hiệu Nghệ sĩ ưu tú trong buổi lễ trao tặng lần thứ 10 diễn ra sáng 6/3/2024 tại Hà Nội. Trả lời phóng viên báo chí, Hoài Anh cho biết:
- "Tôi rất hạnh phúc và tự hào khi thành quả lao động, cống hiến cho nền nghệ thuật nước nhà của mình trong suốt hàng chục năm qua được công nhận bằng một dấu mốc mới trong sự nghiệp. Đây là nguồn khích lệ tinh thần, là động lực để tôi cố gắng nhiều hơn nữa trong tương lai".
- "Trở thành một Nghệ sĩ Ưu tú, tôi tự nhủ bản thân mình phải xứng đáng với danh hiệu mà mình được trao tặng. Tôi luôn trăn trở việc không ngừng học hỏi, cập nhật, đào sâu tư duy để sáng tạo nên những vở diễn chất lượng. Thế hệ trẻ sau này rất giỏi và cũng rất hiểu biết nên tôi nghĩ mình phải luôn thay đổi, cố gắng hết mình để đóng góp công sức nhỏ bé vào việc phát triển nghệ thuật múa, đặc biệt là múa truyền thống, dân gian giúp giữ gìn bản sắc dân tộc không bị mai một".

## Nhận xét, đánh giá
Nói về thành công của mình, Hoài Anh không bao giờ quên ơn những người thày đã tận tình dạy dỗ, giúp đỡ cô trên bước đường nghệ thuật. Hoài Anh chia sẻ:
“Tôi vô cùng tự hào khi được làm việc cùng NSND Trịnh Thuý Mùi, NSND Quốc Anh – Nhà hát Chèo Hà Nôi, và rất nhiều nghệ sĩ nổi tiếng ở các nhà hát kịch, chèo, cải lương như NSND đạo diễn Lê Hùng, cố NSND Hoàng Dũng, NSND Hoàng Quỳnh Mai, NSƯT Lê Tuấn Cường, đặc biệt người thầy - NSND - đạo diễn Doãn Hoàng Giang, chính là tấm gương về sự cống hiến, sáng tạo cũng như đạo đức làm nghề."
NSND Thúy Mùi - Nguyên giám đốc Nhà hát Chèo Hà Nội, Chủ tịch Hội Nghệ sĩ Sân khấu Việt Nam có nhận xét về chuyên môn của Hoài Anh như sau:
"Xem múa Hoài Anh làm trong những vở Chèo, vở Cải lương gần đây như: Trung trinh  liệt Nữ, Người mẹ Hà Thành (Nhà hát Chèo Hà Nội); Khóc giữa trời xanh (Nhà hát Chèo Hà Nam); Truân chuyên dải yếm đào (Nhà hát Cải lương Hà Nội); Thần tướng Yết Kiêu (Nhà hát Chèo Hải Dương)... qua sự đánh giá của những nhà chuyên môn đến thẩm định vở, tôi nhận thấy Nghệ sĩ, biên đạo múa Hoài Anh đang ở độ “ rất chín “ về nghiệp vụ chuyên môn."
Khi được hỏi "Nghề múa còn nhiều khó khăn, vất vả và nhiều nghệ sỹ múa phải bỏ nghề, còn Hoài Anh vẫn tiếp tục với đam mê của mình?" Hoài Anh đã trả lời:
"Mặc dù nghề múa rất khó khăn và “bạc”, nhưng tôi chưa bao giờ chán nghề, thậm chí ngày một yêu hơn, đắm đuối hơn bởi vì, mỗi khi được đứng trên sân khấu – “Thánh đường nghệ thuật” thì tôi lại thăng hoa “quên hết sự đời” chỉ có đắm chìm vào không gian lộng lẫy của nghệ thuật múa. Tôi yêu nghề và tâm huyết với nghề không chỉ vì mỗi lần lên sân khấu được “là chính mình”, mà tôi luôn đau đáu với tâm nguyện gìn giữ, phát huy những giá trị nghệ thuật truyền thống quý báu của dân tộc – những giá trị ấy làm nên bản sắc văn hóa độc đáo và riêng biệt của người Việt Nam. Đấy chính là một trong những lý do quan trọng để tôi tiếp tục phấn đấu, trưởng thành và ngày càng đam mê hơn với nghề múa."
Trong trong số báo đặc biệt dịp tết 2022, NSƯT Hoài Anh được đăng lên "gương mặt trang bìa" báo Thể thao & Văn hóa - Thông tấn xã Việt Nam với lời nhận xét:
"Những tiết mục múa do Hoài Anh dàn dựng đều đạt chất lượng chuyên môn cao, phù hợp với khung cảnh và hoàn cảnh của các vở diễn cũng như các sự kiện, mang lại nhiều giá trị về thẩm mỹ, nghệ thuật cũng như cảm xúc cho công chúng."

## Thành tích
Cá nhân
- 2016: Biên đạo múa xuất sắc tại cuộc thi Nghệ thuật sân khấu chèo toàn quốc năm 2016 trong vở diễn Nàng thứ phi họ Đặng.[12]
- 2020: Biên đạo múa xuất sắc tại Liên hoan sân khấu Thủ đô lần thứ IV năm 2020 trong vở diễn Tình sử Thăng Long.[13]
- 2012: Biên đạo múa xuất sắc tại Hội diễn sân khấu Thủ Đô 2022 với vở diễn Trung trinh liệt nữ của Nhà hát Chèo Hà Nội.[14]
- 2022: Biên đạo múa xuất sắc tại Hội diễn sân khấu chèo Toàn Quốc 2022 với vở diễn Vang bóng một thời của Đoàn Chèo Hải Phòng.[15]
- 2022: Biên đạo múa xuất sắc Giải cống hiến năm 2022 do Hội Nghệ sĩ sân khấu Việt Nam trao tặng.[16]

Tập thể
- 2012: Huy chương vàng vở kịch: Những mặt người thấp thoáng, tại Liên hoan sân khấu Kịch chuyên nghiệp toàn quốc Thừa Thiên Huế - 2012.
- 2012: Giải thưởng vở diễn sân khấu xuất sắc nhất năm 2012 cho vở "Nguyễn Công Trứ" tại cuộc thi của Hội NSSK Việt Nam 2012.
- 2013: Huy chương vàng vở chèo: Vương nữ Mê Linh, tại Cuộc thi nghệ thuật sân khấu chèo chuyên nghiệp toàn quốc Hải Phòng - 2013.
- 2019: Huy chương vàng vở chèo: Điều còn lại, tại Cuộc thi nghệ thuật sân khấu chèo chuyên nghiệp toàn quốc Bắc Giang - 2019.
- 2016: Huy chương vàng vở chèo: Nàng thứ phi họ Đặng, tại Cuộc thi nghệ thuật sân khấu chèo chuyên nghiệp toàn quốc Ninh Bình - 2016.
- 2022: Huy chương vàng vở chèo: Khóc giữa trời xanh (Trung tâm Văn hóa Nghệ thuật tỉnh Hà Nam), tại Liên hoan Chèo toàn quốc – 2022 tại Hà Nam.
- 2022: Huy chương vàng vở chèo: Nguyễn Đình Nghị (Nhà hát Chèo Hưng Yên), tại Liên hoan Chèo toàn quốc – 2022 tại Hà Nam.
- 2022: Huy chương vàng vở chèo: Vang bóng một thời (Đoàn Chèo Hải Phòng), tại Liên hoan Chèo toàn quốc – 2022 tại Hà Nam.
- 2011: Huy chương bạc vở chèo: Bến nước đời người, tại Liên hoan sân khấu chèo về đề tài hiện đại Thái Bình 2011.
- 2016: Huy chương bạc vở chèo: Cánh chim trắng trong đêm, tại Cuộc thi nghệ thuật sân khấu chèo chuyên nghiệp toàn quốc Ninh Bình - 2016.[17]
- 2022: Huy chương bạc vở chèo: Thần tướng Yết Kiêu (Nhà hát Chèo Hải Dương), tại Liên hoan Chèo toàn quốc – 2022 tại Hà Nam.
- 2022: Huy chương bạc vở chèo: Lưu Xá - Một thời hoa lửa (TTVHNT Thái Nguyên), tại Liên hoan Chèo toàn quốc – 2022 tại Hà Nam.
- 2022: Huy chương đồng vở chèo: Những vì sao không tắt (TTVHNT Hà Nam), tại Liên hoan Chèo toàn quốc – 2022 tại Hà Nam.

Thành tích khác
- Bằng khen xuất sắc tại Liên hoan dân gian quốc tế tại Hàn Quốc do Liên hiệp các Hội UNESCO VIệt Nam trao tặng năm 2004
- Nguyễn Thị Hoài Anh có mặt trong danh sách 05 người ứng cử đại biểu HĐND thành phố Hà Nội khóa XIV tại Đơn vị bầu cử số 9 (gồm quận Long Biên và huyện Đông Anh). Danh sách gồm: Bà Nguyễn Thị Hoài Anh, Biên đạo múa Nhà hát Chèo Hà Nội; Bà Vũ Thu Hà, Thành ủy viên, Giám đốc Sở Nội vụ Hà Nội; Ông Đường Hoài Nam, Thành ủy viên, Bí thư Quận ủy Long Biên; ông Nguyễn Quang Thắng, Phó trưởng Ban VHXH HĐND Thành phố Hà Nội, Phó bí thư chi bộ Ban Kinh tế ngân sách -VHXH; bà Nguyễn Thị Phương Thúy, Trung tâm y tế quận Đống Đa, Sở Y tế Hà Nội.[18][19]
- Bằng khen của Ban chấp hành Đoàn Thanh niên Cộng sản Hồ Chí Minh năm 2010.